# Campeonato Chileno de Futebol de 1933
O Campeonato Chileno de Futebol de 1933 (oficialmente Campeonato de la División de Honor de la Liga Profesional de Football de Santiago) foi a 1ª edição do campeonato do futebol do Chile. Os clubes jogavam uma fase de turno.

## Participantes
| Equipe                            | Cidade        | Região                | No ano anterior | Estádio                       | Capacidade | Títulos        | Participações |
| --------------------------------- | ------------- | --------------------- | --------------- | ----------------------------- | ---------- | -------------- | ------------- |
| Audax Club Sportivo Italiano      | La Florida    | Província de Santiago | Estreante       | Estádio Santa Laura           | 22.375     | 0 (não possui) | 1             |
| Club Social y Deportivo Colo-Colo | Ñuñoa         | Província de Santiago | Estreante       | Campos de Sports de Ñuñoa     | 27.000     | 0 (não possui) | 1             |
| Club de Deportes Green Cross      | Santiago      | Província de Santiago | Estreante       | Estádio Carabineros           | 12.000     | 0 (não possui) | 1             |
| Club Deportivo Magallanes         | Maipú         | Província de Santiago | Estreante       | Estádio de la Escuela Militar | ---        | 0 (não possui) | 1             |
| Morning Star Sport Club           | Independencia | Província de Santiago | Estreante       | Estádio Carabineros           | 12.000     | 0 (não possui) | 1             |
| Club de Deportes Badminton        | Santiago      | Província de Santiago | Estreante       | Estádio Carabineros           | 12.000     | 0 (não possui) | 1             |
| Santiago National Football Club   | Santiago      | Província de Santiago | Estreante       | Estádio Santa Laura           | 22.375     | 0 (não possui) | 1             |
| Unión Española                    | Independencia | Província de Santiago | Estreante       | Estádio Santa Laura           | 22.375     | 0 (não possui) | 1             |

## Campeão
| Campeão Chileno 1933                                  |
| ----------------------------------------------------- |
| Club Deportivo Magallanes (Maipú) (1º título) Campeão |